# 김정호 (1998년)
김정호(한국 한자: 金楨浩, 1998년 4월 7일 ~ )는 대한민국의 축구 선수이다. 포지션은 골키퍼이다.

## 클럽 경력
2017시즌을 앞두고 부산 아이파크에 입단하면서 커리어를 시작했다.
2021시즌을 앞두고 K리그1의 강원 FC로 이적했다.